# Saprositellus santaritae
Saprositellus santaritae är en skalbaggsart som beskrevs av Zdzisława Stebnicka 2003. Saprositellus santaritae ingår i släktet Saprositellus och familjen Aphodiidae. Inga underarter finns listade i Catalogue of Life.